# 3957 Sugie
3957 Sugie è un asteroide della fascia principale del diametro medio di circa 23,46 km. Scoperto nel 1933, presenta un'orbita caratterizzata da un semiasse maggiore pari a 3,0795719 UA e da un'eccentricità di 0,1993021, inclinata di 5,72480° rispetto all'eclittica.
L'asteroide è dedicato all'astronomo giapponese Atsushi Sugie.